# Eilema palleola
Eilema palleola är en fjärilsart som beskrevs av Jacob Hübner 1827. Eilema palleola ingår i släktet Eilema och familjen björnspinnare. Inga underarter finns listade i Catalogue of Life.